# Microdeleção
Microdeleção, em genética, refere-se à perda de uma pequena parte do DNA de um cromossomo, não detectável na cariotipagem usual. Para a sua detecção são necessárias outras técnicas, tais como cariótipo com bandas em alta resolução, como PCR ou FISH.
Exemplos de doenças onde ocorrem microdeleções são a síndrome de Angelman, síndrome de DiGeorge e síndrome de Prader-Willi.
Microdeleções do cromossomo Y podem estar associadas à infertilidade.